# Franciszek Calvo Burillo
Francisco Calvo Burillo (ur. 21 listopada 1881 w Hijar, zm. 21 sierpnia 1936) – hiszpański Błogosławiony Kościoła katolickiego.

## Życiorys
Urodził się w bardzo religijnej rodzinie. Mając 15 lat wstąpił do klasztoru Dominikanów, a w 1905 roku został wyświęcony na kapłana. Potem był nauczycielem w szkole w Oviedo. Został zamordowany w czasie wojny domowej w Hiszpanii w dniu 21 sierpnia 1936 roku.
Został beatyfikowany w grupie Józefa Aparicio Sanza i 232 towarzyszy przez papieża Jana Pawła II w dniu 11 marca 2001 roku.